# Хермафродит
Хермафродит је јединка која ствара и мушке и женске полне ћелије. Међу врстама са хермафродитним јединкама присутни су многобројни механизми раздвајања ових полних функција, да би се избегла самооплодња/самооплођење (која може довести до појаве инбридинг депресије). Најпознатији механизми раздвајања полних функција су дихогамија и херкогамија. Сперматозоиди једне јединке тако најчешће оплоде јајне ћелије друге јединке. Међу бескичмењацима, паразитске животиње су често хермафродити пошто се тиме олакшава размножавање.
Назив је настао по лику из грчке митологије, сину Хермеса и Афродите. У њега се смртно заљубила нимфа Салмакида и одвела га у своје воде. Замолила је богове да је стопе са Хермафродитом. Ганути њеном љубављу, удовољили су јој. Тако је настало биће које у себи сједињује оба пола.